# Щепетов, Борис Владимирович
Борис Владимирович Щепетов (8 апреля 1905 — 19 июня 1971) — советский инженер-строитель, инженер-акустик, специалист по проектированию зрелищных зданий и сооружений.
В 1930 году окончил МВТУ им. Н. Э. Баумана. В 1931 году совместно с художником-технологом К. С. Кувакиным основал Архитектурный кабинет по научной разработке проблем современного театра при Наркомпросе. В 1944 году вступил в Союз архитекторов СССР.
С 1946 по 1959 год — главный инженер мастерской «Моспроекта». С 1959 года — главный конструктор техотдела института «Моспроект».
Проектировал здания химфака и физфака МГУ на Ленинских горах, сад Аквариум, главную спортивную арену в Лужниках, здания театров в Смоленске, Дворец культуры и науки в Варшаве и многие другие здания.

## Награды и премии
- Заслуженный строитель РСФСР
- Лауреат Ленинской премии 1959 года — «за участие в решении крупной градостроительной задачи скоростной реконструкции и благоустройства района Лужников города Москвы и создании комплекса спортивных сооружений Центрального стадиона им. В. И. Ленина»[2]